# Tormestad
Tormestad är ett litet område i Karlstad som ligger mellan Lambergstjärnen och Klarälvens östra älvgren. Närheten till vatten och senare järnväg har medfört att det var en bra plats för industrier. Idag finns fortfarande småskalig industri i Tormestad tillsammans med två kvarter med bostadshus.